# Capurodendron rubrocostatum
Capurodendron rubrocostatum är en tvåhjärtbladig växtart som först beskrevs av Henri Lucien Jumelle och Joseph Marie Henry Alfred Perrier de la Bâthie, och fick sitt nu gällande namn av André Aubréville. Capurodendron rubrocostatum ingår i släktet Capurodendron och familjen Sapotaceae. Inga underarter finns listade i Catalogue of Life.